# 蘇季賓卡
49°56′39″N 38°34′31″E / 49.94417°N 38.57528°E
蘇德賓卡（烏克蘭語：Судьбинка）是位於烏克蘭東部的村莊，由盧甘斯克州斯瓦托韋區的特羅伊齊克市鎮負責管轄。該村始建於1951年，面積1.3平方公里，海拔高度160米，2001年人口20，人口密度每平方公里15.4人。